# Begonia wenshanensis
Espèce
Begonia wenshanensis est une espèce de plantes de la famille des Begoniaceae.
L'espèce fait partie de la section Diploclinium.
Elle a été décrite en 1995 par Chi Ming Hu (1935-).

## Répartition géographique
Cette espèce est originaire du pays suivant : Chine.